# Lampyroidea quadrinotata
Lampyroidea quadrinotata is een keversoort uit de familie glimwormen (Lampyridae). De wetenschappelijke naam van de soort is voor het eerst geldig gepubliceerd in 1935 door Wittmer.